# Laura Coombs
Laura Coombs (født 29. januar 1991) er en kvindelig engelsk fodboldspiller, der spiller midtbane for engelske Manchester City i FA Women's Super League og tidligere Englands kvindefodboldlandshold.
Tidligere engelsk landstræner Mark Sampson, indkaldte Coombs til landsholdet for første gang i oktober 2015. Hun vandt hendes første landskamp den 23. oktober 2015, som indskiftningen i 2–1-sejren mod Kina i Yongchuan.
Hun var også med til at vinde FA Women's Cup i 2019-20-sæsonen, efter finalesejr over Everton F.C..

## Meritter

### Klub
Manchester City
- FA Women's Cup: 2019-20